# Batalla de Nével (1943)
La batalla de Nével, conocida en la historiografía soviética como Operación Ofensiva Estratégica de Nével fue una gran ofensiva realizada por el Ejército Rojo soviético contra el Heer alemán en los óblasts de Pskov y Vítebsk durante la Segunda Guerra Mundial. Fue llevada a cabo por el Frente de Kalinin con el objetivo de recapturar la ciudad de Nével e interrumpir las comunicaciones enemigas en el ala norte del frente soviético-alemán y mantenerlo, asegurando el avance del fuerzas principales del frente hacia Vítebsk desde el norte. La ofensiva duró desde el 6 de octubre hasta aproximadamente el 16 de diciembre de 1943, aunque los combates persistieron en la zona hasta el nuevo año.
El ataque logró un avance inesperado de las tropas soviéticas dentro de las líneas alemanas, logrando liberar la ciudad de Nével desde el primer día, y efectuando ataques por los siguientes cuatro días, que crearon un saliente de unos 35 km de ancho y 25 km de profundidad en el cruce entre los Grupos de Ejércitos Norte y Centro alemanes. Durante las siguientes semanas, las fuerzas del 1.° Frente Báltico continuaron expandiendo el saliente e intentaron flanquear y rodear a las unidades del 16.º Ejército alemán y del 3.° Ejército Panzer al norte y al sur, mientras esas mismas unidades, por orden de Hitler, "mantenían los puestos de portería". e intentó cortar el saliente mismo. Hitler finalmente admitió que estos esfuerzos eran inútiles el 16 de diciembre mientras el 1.º Báltico continuaba atacando hacia el sur, hacia Vítebsk.

## Antecedentes
Después de la batalla de Velíkiye Luki en el invierno de 1942 a 1943, el 3.° Ejército de Choque permaneció prácticamente en las mismas líneas al este de Novosokólniki y de Nével durante la primavera y el verano. Durante este tiempo, el ferrocarril de Vítebsk a través de Nével hasta Pskov permaneció en manos alemanas que unían los dos grupos de ejércitos, aunque estaba bajo fuego de artillería soviética cerca de Novosokólniki. Romper esta línea era un objetivo obvio. Aunque el Grupo de Ejércitos Norte había creado una reserva preparada de cinco divisiones de infantería para hacer frente a las amenazas en ambos extremos de su frente, a principios de septiembre el Alto Mando del Ejército ordenó que dos de ellas se transfirieran al Grupo de Ejércitos Sur. El 19 de septiembre, el Grupo de Ejércitos Norte tomó el control del XXXXIII Cuerpo de Ejército del Grupo de Ejércitos Centro, dándole tres divisiones adicionales, 77 kilómetros de frente y la responsabilidad de defender Nével y Novosokólniki.
Después de la batalla de Kursk, el Ejército Rojo lanzó una ofensiva general en los sectores sur y central del frente. Para evitar el traslado de divisiones alemanas en dirección al suroeste, las tropas del ala occidental y oriental del Frente de Kalinin iniciaron la operación ofensiva de Smolensk. También se requirieron acciones activas en el ala derecha del Frente de Kalinin. Aquí las tropas soviéticas tuvieron que avanzar hacia Nével para cortar las comunicaciones de la Wehrmacht entre los grupos de ejércitos “Norte” y “Centro” y así complicar la maniobra de las tropas alemanas para trasladarse de las repúblicas bálticas a Bielorrusia y Ucrania, así como a desviar sus reservas de la dirección de Vítebsk. Al mismo tiempo, se suponía que las acciones del 3.° Ejército de Choque crearían las condiciones para el desarrollo del éxito en la dirección sur, hacia Gorodok o en la dirección noroeste, para capturar un gran nodo de la defensa enemiga de la ciudad de Novosokólniki.

La posición soviética tenía el potencial de servir como trampolín para una "gran solución": una ofensiva para avanzar entre los grupos de ejércitos alemanes hasta el Golfo de Riga. Dada la naturaleza del terreno, con muchos bosques, lagos y pantanos y pocas carreteras incluso para los estándares soviéticos, además de las demandas de mano de obra de otros sectores, esto no era práctico. En cambio, el general Yeriómenko planeó el ataque a Nével como una operación de apoyo a la ofensiva más amplia de su Frente hacia Vítebsk:
"Al planificar la operación Nével, previmos apoyar la operación del frente general a lo largo del eje de Vitebsk y también crear condiciones propicias para desarrollar el éxito hacia el sur, hacia Gorodok, y también hacia el norte y el noroeste para apoderarse del centro de resistencia de Novosokólniki [...] Además, el ataque a Nével desvió considerables fuerzas alemanas, y su éxito perturbaría todo el sistema de comunicaciones enemigo [...] Esto evitaría que el enemigo maniobre desde el norte para apoyar a su grupo de Vítebsk." 
Los alemanes prepararon sus defensas durante seis meses, las cuales consistieron en un sistema de fuertes fortalezas y centros de resistencia ubicados en una zona entre gran cantidad de lagos y profundos barrancos. Estructuralmente las defensas estaban bien preparadas, incluyendo sistemas de trincheras, refugios y búnkeres, equipados con ametralladoras, morteros y cañones. En la dirección donde las tropas soviéticas pretendían realizar el ataque principal, se ubicaron más de 100 puestos de tiro, hasta 80 refugios, entre 16 y 20 posiciones de mortero, 12 baterías de artillería y entre 12 y 16 cañones individuales. Además, hasta 8 baterías de artillería podrían disparar desde zonas vecinas. La primera línea de defensa estaba cubierta por dos franjas de campos minados de 40 a 60 metros de profundidad y dos hileras de barreras de alambre. La segunda línea defensiva discurría a lo largo del río Shestija. La profundidad total de la defensa fue de 6 a 7 km.
Cabe señalar que la ciudad de Nével está bordeada por todos lados por un sistema de lagos distribuidos por varios desfiladeros de no más de dos kilómetros de ancho. Se cavaron zanjas antitanques entre los lagos, se instalaron minas y excavaciones de hormigón armado en 5 a 8 filas en las carreteras, se creó un sistema de estructuras de ingeniería alrededor de la ciudad y los asentamientos a su alrededor se convirtieron en centros de resistencia. Esto facilitó enormemente la defensa de la ciudad incluso con fuerzas limitadas. La guarnición estaba formada por el 343.º Batallón de seguridad, el Batallón de construcción del 43.º Cuerpo de Ejército y unidades de retaguardia e instituciones; en total, más de 2 mil personas. Las reservas más cercanas de la Wehrmacht ascendían a hasta cuatro batallones y hasta dos regimientos de infantería.

## Planificación

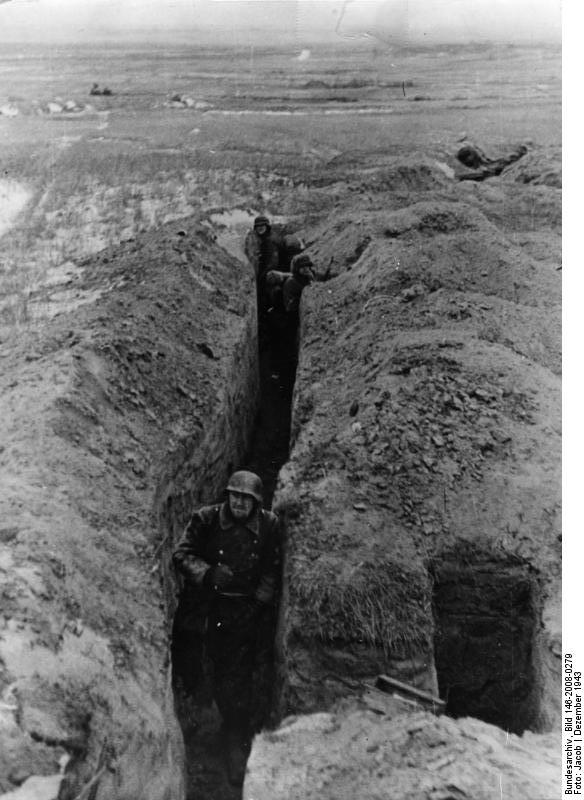
Fortificaciones defensivas alemanas en la zona de Nével.

El objetivo de la operación soviética era romper las líneas de defensa alemanas, capturar Nével con un ataque rápido y tomar posiciones de ventaja por sobre a los alemanes para futuros  combates. La rapidez de los movimientos fueron de importancia decisiva. Cualquier retraso podría conducir al fracaso de la operación, y en consecuencia el mando alemán tendría tiempo ahora de transferir reservas en dirección a la ofensiva para fortalecer la defensa.
El papel principal de la ofensiva lo llevaría a cabo el 3.° Ejército de Choque. Para asegurar la solución de la tarea principal de la operación en la dirección principal, en el frente Rubino, Loskatukhino, el teniente general K. N. Galitski incluyó en el grupo de ataque cuatro de las seis divisiones de fusileros disponibles, dos de las tres brigadas de fusileros, todos los tanques y casi toda la artillería del ejército. Estas fuerzas se concentraron en un tramo de 4 kilómetros. La defensa de los 100 kilómetros restantes del frente del ejército fue confiada a las fuerzas restantes (dos áreas fortificadas de campaña, un regimiento de reserva del ejército, un destacamento de barrera y la mal equipada 185.ª División de Fusileros. De acuerdo con el plan de la operación, se eligió la opción de una formación de grupo de ataque profundo. El primer escalón, destinado a romper la defensa alemana, incluía a las 28.ª y 357.ª División de Fusileros, reforzadas por dos regimientos de morteros. Estas tropas lanzaron el ataque principal en dirección a Prishvin, Korolinovka. Posteriormente, debían capturar el desfiladero entre los lagos Cheretvitsy y Vorotno, tomar el control de la ciudad de Nével desde el noreste y la zona al oeste de esta. Para desarrollar el éxito después de la ruptura de la defensa, se asignaron la 78.ª Brigada de Tanques, la 21.ª División de Fusileros de la Guardia y tres regimientos de artillería. Las fuerzas del segundo escalón desarrollaron un ataque en dirección a Vashchenichino, Stolbovo, con el fin de capturar el desfiladero entre los lagos Vorotno y Melkoye y tomar la ciudad de Nével desde el este. En el futuro, debían avanzar hasta la línea de Verjitno, al lago Srednee, Plissa, Nével y defender esta línea hasta que llegaran las principales fuerzas de fusileros. La reserva estaba formada por la 46.ª División de Fusileros de la Guardia, mientras que las 31.ª y 100.ª Brigadas de Fusileros se estaban preparando para seguir al grupo que avanzaba.
El plan de operación incluyó cinco etapas:
- La primera etapa requirió concentrar secretamente las tropas destinadas a la ofensiva en las zonas iniciales y completar la acumulación de recursos materiales, principalmente municiones, necesarios para la operación.
- En la segunda etapa, las tropas ocuparon rápidamente y en secreto sus posiciones iniciales en estrecha proximidad a la línea del frente.
- La tercera etapa incluyó la preparación de la artillería, el ataque y la ruptura de las defensas enemigas hasta una profundidad de 6-7 km hasta el río. Seis, asegurar la entrada en el gran avance del escalón de desarrollo del éxito.
- En la cuarta etapa, el escalón de desarrollo del éxito consistía en apoderarse de los desfiladeros interlacustres en los accesos a Nével con un golpe rápido y tomar el control de la ciudad.
- En la quinta etapa, era necesario consolidar el norte y el oeste de Nével, organizar una defensa fuerte y estar listo para repeler los contraataques de las reservas enemigas que se acercaban.

Según el plan de apoyo de artillería a la operación, en la zona de avance se concentraron 814 cañones y morteros, lo que constituía el 91% de todos los disponibles en el ejército. La artillería tenía como misión destruir las baterías de artillería y morteros enemigas, suprimir los puntos de tiro en la línea del frente y en las profundidades de la defensa, impedir los contraataques y evitar la aproximación de las reservas. Las acciones de artillería se organizaron como una ofensiva de artillería, en la que se destinaron 1,5 horas a la preparación de la artillería y 35 minutos a acompañar el ataque con una descarga de fuego. La estrecha zona de avance permitió alcanzar una densidad de artillería bastante alta para el terreno boscoso y pantanoso (75 cañones por 1 km, sin contar los morteros de 82 mm y los cañones de 45 mm).
Dada la falta de artillería, tanques, tropas de ingeniería y recursos de reconocimiento, el éxito sólo podía garantizarse concentrándolos en un área estrecha en la dirección del ataque principal. Al tener sólo una brigada de tanques, el comandante del ejército, tras evaluar la naturaleza del terreno y la presencia de fuertes obstáculos, decidió utilizarla no como tanques para el apoyo directo a la infantería, sino como parte de un escalón para explotar el éxito.
Para evitar un ataque al flanco del ejército de Kuzmá Galitski que avanzaba y cubrir sus acciones, el 4.º Ejército de Choque debía avanzar al sur de Nével. El ataque fue llevado a cabo por las divisiones de fusileros 360 y 47 en dirección al lago Ezerishche y más adelante hacia Gorodok. Las brigadas de tanques 236 y 143 debían aprovechar este éxito. Su tarea principal era cortar la carretera Gorodok-Nével.
La 211.ª División de Asalto y la 240.ª División de Aviación de Caza fueron asignadas por el 3.º Ejército Aéreo para proporcionar apoyo aéreo a las tropas. Durante el período de preparación de la infantería para el ataque, los pilotos debían realizar bombardeos y ataques de asalto sobre puntos fuertes ubicados en la dirección del ataque principal. Posteriormente, los aviones de ataque, bajo la cobertura de los cazas, debían asegurar el avance de la 28.ª División de Fusileros y el escalón de desarrollo de ruptura. Además, la aviación tenía la tarea de proporcionar cobertura aérea al grupo de ataque, interrumpir las comunicaciones ferroviarias del enemigo en las  áreas de Polotsk-Dretun y Nével-Gorodok, y realizar reconocimiento aéreo en dirección a Pustoshka y Vítebsk para detectar rápidamente reservas alemanas adecuadas.
Estaba previsto comandar las tropas del ejército durante la operación desde puestos de mando previamente equipados y provistos de comunicaciones. El puesto de mando avanzado nº 99 estaba situado en el pueblo de Vorojobi, y cerca de la zona de avance había dos puestos de observación: en Ryndija y Verenino. El mando directo de las unidades que avanzaban lo ejercía el comandante adjunto del ejército, el general de división S. A. Kniázkov, desde un puesto de mando auxiliar establecido en el bosque al este de la aldea de Sobakino. Las tropas fueron abastecidas desde la estación ferroviaria de Velikiye Luki, situada a 60 kilómetros del área de concentración.

## Desarrollo de la ofensiva
La ofensiva comenzó a las 05:00 horas del 6 de octubre con un reconocimiento en fuerza, seguido de una preparación de artillería de 90 minutos a las 08:40 horas y ataques aéreos del 21.º Regimiento de Aviación de Asalto. El 3.º Ejército de Choque pasó al ataque a las 10:00 horas en el sector de Zhigary-Shliapy, precisamente en el límite entre los dos grupos de ejércitos alemanes. La 28.ª División de Fusileros encabezó el asalto en el primer escalón, seguida de cerca por un escalón de explotación compuesto por la 21.ª División de Fusileros de la Guardia y la 78.ª Brigada de Tanques con 54 tanques. La fuerza de asalto golpeó y demolió a la 2.ª División de Campo de la Luftwaffe. Como todas las "divisiones" de la Luftwaffe, la 2.ª tenía el tamaño de una brigada, con solo cuatro batallones de infantería, y era especialmente débil en artillería, con tan solo ocho cañones de montaña de 75 mm y una batería Stug III. Había sufrido graves daños en su primera acción al sur de Beli durante la Operación Marte casi un año antes.
Además de la huida de la 2.ª División de Campaña de la Luftwaffe, el flanco derecho de la 263.ª División de Infantería fue severamente destrozado. Mientras el ataque de la 357.ª División de Fusileros era contenido, la 78.ª Brigada de Tanques, con tropas de la 21.ª División de Fusileros de la Guardia y más tropas montadas en camiones, junto con los Regimientos 163.º de Artillería Antitanque y 827.º de Artillería de Obús, entró en la brecha y avanzó rápidamente hacia el oeste, liberando Nével de la marcha. El general Galitski informó: «En la ciudad de Nével, la guarnición enemiga fue destruida y se confiscaron numerosos almacenes, vehículos y otros equipos. Hay prisioneros. Se está calculando la cantidad de trofeos». Al mismo tiempo, el 4.º Ejército de Choque, desplegado en el flanco izquierdo (sur) del 3.º de Choque, también lanzó un ataque hacia Gorodok. El general Shvetsov había formado un grupo de choque con dos de sus cuerpos de fusileros, cada uno avanzando en tres escalones. El 2.º Cuerpo de Fusileros de la Guardia lideró el ataque con su 360.ª División de Fusileros, seguido por las 117.ª y 16.ª Divisiones Lituanas y dos brigadas de tanques. El 83.º Cuerpo de Fusileros tenía desplegada su 47.ª División de Fusileros, apoyada por las 234.ª, 235.ª y 381.ª Divisiones de Fusileros y otras dos brigadas de tanques. Aunque el II Cuerpo de la Luftwaffe no realizó más retiradas en pánico, el ataque avanzó unos 20 km, pero finalmente fracasó justo antes de la vía férrea y la carretera Nével-Gorodok-Vitebsk.

Earl Ziemke escribió que el colapso repentino de la 2.ª División de la Luftwaffe fue una sorpresa tanto para los soviéticos como para los alemanes:
"Pero en la guerra, los combatientes a veces tienen más suerte de la que les conviene, y al parecer algo similar le ocurrió al Frente de Kalinin en el ataque a Nével [...] para el mando de un frente soviético, incluso a finales de 1943, esto generó muchas incertidumbres preocupantes. El 9 de octubre, Yeriómenko frenó repentinamente la ofensiva. Durante la pausa de varios días que siguió, los Grupos de Ejércitos Norte y Centro trazaron una línea alrededor de los límites occidentales de la ruptura, y cada uno desplegó un cuartel general de cuerpo para comandar el área de batalla."
Según los cálculos soviéticos, la Ofensiva de Nével terminaría el 10 de octubre, pero los combates dentro y alrededor del saliente continuaron al menos hasta mediados de diciembre, con las fuerzas alemanas intentando cortar el saliente en su totalidad mientras las fuerzas soviéticas expandían su control hacia el norte, el sur y el oeste.

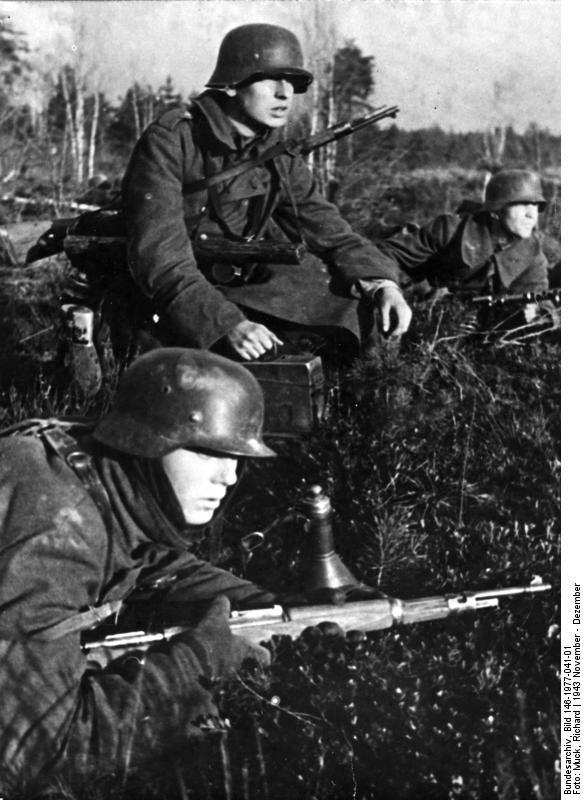
Soldados alemanes se preparan para la defensa alrededor de Nével.

La primera impresión de los alemanes fue que habían cometido un grave error, pero no irrevocablemente. El Mariscal de Campo Georg von Küchler, comandante del Grupo de Ejércitos Norte, ordenó a sus tres divisiones de reserva restantes que entraran en la zona de penetración, mientras que Hitler ordenó mantener a toda costa los "puestos de esquina" (las posiciones a ambos lados de la brecha de penetración). Los intentos iniciales de contraataque fracasaron debido a las dificultades de transporte y la superioridad soviética, y el 9 de octubre Küchler decidió esperar refuerzos antes de volver a intentarlo. Mientras tanto, Hitler reprendió a sus subordinados por no mantenerse en los límites de las unidades, exigiéndoles que "consideraran una cuestión de honor" mantener el contacto. Cuando el Grupo de Ejércitos Centro propuso fusionar los restos de la 2.ª División de la Luftwaffe con una división del Ejército, Hitler se negó, declarando, sorprendentemente, que no quería diluir las buenas tropas de la Fuerza Aérea con malas tropas del Ejército.
Varios días después, los dos grupos de ejércitos habían reunido suficientes tropas para planificar un contraataque con dos divisiones desde el norte y una desde el sur, pero el 14 de octubre Hitler lo prohibió porque creía que la fuerza no era lo suficientemente fuerte. Al día siguiente, el 3.º Ejército de Choque atacó las aldeas de Moseyevo e Izocha en el flanco noreste del saliente con la 100.ª Brigada de Fusileros y finalmente toda la 28.ª División de Fusileros, apoyada a la derecha por las 165.ª y 379.ª Divisiones de Fusileros del recién llegado 93.º Cuerpo de Fusileros. Si bien este ataque fue detenido por las fuerzas alemanas, capturó posiciones de partida más favorables para el 6.º Ejército de la Guardia que se estaba moviendo hacia la región. Aproximadamente en esta época, el límite entre el Frente de Kalinin y el Frente Báltico (renombrado como Segundo Frente Báltico a partir del 20 de octubre) se desplazó para dividir el saliente de este a oeste, y el 3.º Ejército de Choque fue reasignado a este último Frente. El 19 de octubre, el Grupo de Ejércitos Centro propuso un esfuerzo conjunto para cerrar la brecha, pero Küchler declaró que no tenía tropas disponibles debido a la amenaza a Novosokólniki. El Grupo de Ejércitos Centro solicitó entonces permiso para proceder en solitario, pero Hitler volvió a objetar; el 26 de octubre, el Grupo de Ejércitos se vio obligado a transferir la división panzer que mantenía en reserva para el contraataque, lo que puso fin a toda planificación de ese tipo en el futuro previsible.

En la niebla matutina del 2 de noviembre, el 3.º y el 4.º Ejército de Choque penetraron las defensas del flanco izquierdo del 3.º Ejército Panzer al suroeste de Nével. Tras la ruptura, que abrió una brecha de 16 km de ancho, el 3.º Ejército de Choque giró hacia el norte, tras el flanco del 16.º Ejército, mientras que el 4.º Ejército de Choque se desplazó al suroeste, tras el 3.º Ejército Panzer.  La parte del 4.º Ejército de Choque fue descrita por el mayor general Afanasi Beloborodov, comandante del 2.º Cuerpo de Fusileros de la Guardia:
"La ofensiva comenzó a principios de noviembre. En estrecha colaboración, el 3.º y el 4.º Ejército de Choque lanzaron un potente ataque al sur de Nével, penetraron por el desfiladero entre los lagos y avanzaron rápidamente hacia el noroeste, oeste y suroeste. Dado que la profundidad de la penetración se expandió, pero la boca de la misma permaneció estrecha como antes, se formó un enorme saco en la defensa enemiga. Las formaciones del 4.º Ejército de Choque se cernían amenazantes sobre la agrupación fascistas de Gorodok. A su vez, si bien se mantenía firme en el llamado saliente de Ezerishche, esta agrupación, cuyo vértice se hundía en la boca de la penetración, también representaba un gran peligro para nosotros."
El 4 de noviembre, Hitler llamó a Küchler y Busch a su cuartel general. Calificó la batalla de octubre en torno a Nével como un "desastre inmundo". Al término de la conferencia, ordenó a los dos grupos de ejércitos que estuvieran listos el 8 de noviembre para contraatacar desde el norte y el sur y cerrar la brecha.
El 3.º Ejército Panzer lanzó su ataque ese mismo día con las 87.ª División de Infantería y la 20.ª División Panzer. Esta última era relativamente fuerte, con 29 Panzer IV y tres Panzer V. Beloborodov recibió un informe alarmante por la mañana de su 156.ª División de Fusileros : «El enemigo avanza y ataca al 417.º Regimiento de Fusileros con hasta 50 tanques e infantería». Durante el día, la fuerza alemana avanzaría hasta 8 km entre los lagos Ezerishche y Ordovo, capturando las aldeas de Blinki, Borok y varias más. Beloborodov se vio obligado a cambiar la misión de combate de su 47.ª División de Fusileros para contraatacar la penetración desde la marcha. El Grupo de Ejércitos Norte tenía previsto atacar desde su flanco la mañana del 9 de noviembre, pero Küchler protestó porque todas sus unidades estaban bloqueadas. El Grupo de Ejércitos Centro acusó al Grupo de Ejércitos Norte de negarse a atacar simplemente «porque no quería». Hitler se negó a aceptar más excusas y ordenó al Grupo de Ejércitos Norte, "por honor", que iniciara su contraataque a más tardar al día siguiente. Küchler reunió una fuerza improvisada de siete batallones que atacaron, según lo ordenado, el 10 de noviembre, se encontraron con un intenso fuego de artillería y fueron obligados a retroceder a su línea de partida por un contraataque.

En la noche del 9 al 10 de noviembre, el 4.º Ejército de Choque se dispuso a neutralizar el avance alemán en su frente. Mientras el 2.º Cuerpo de la Guardia contenía al 20.º Panzer a lo largo de la carretera Gorodok-Nével, otras fuerzas del Ejército se reagruparon y avanzaron profundamente en las zonas de retaguardia alemanas. Las 357.ª y 119.ª Divisiones de Fusileros avanzaron al suroeste hacia Polotsk, mientras que las 381.ª y 154.ª Divisiones de Fusileros de Beloborodov, apoyadas por la 236.ª Brigada de Tanques, giraron hacia el sur para asaltar las defensas alemanas en Gorodok desde el oeste. El 3.º Ejército Panzer desplazó a la 113.ª División de Infantería para bloquear el avance sobre Gorodok mientras varios grupos de combate cubrían los accesos a Pólotsk. La resistencia alemana y el deterioro del clima obligaron a detener temporalmente el avance soviético, pero el 20.º Panzer también se vio obligado a abandonar su avance hacia Nével. Aunque la amenaza inmediata se había evitado, el 12 de noviembre el general Yeriómenko fue reprendido por la Stavka por parecer perder la compostura ante los contraataques alemanes:
"El alboroto que armó sobre el ataque de grandes fuerzas enemigas, supuestamente hasta dos divisiones de tanques desde Ezerishche hasta Studenets, resultó ser un informe totalmente infundado y provocado por el pánico. Esto significa que usted y su personal aceptan con fe y no verifican todos los informes que llegan desde abajo."
Esta crítica presagió la destitución de Andréi Yeriómenko del mando del 1er Frente Báltico el 19 de noviembre. Fue reemplazado por el general del ejército Iván Bagramián, quien anteriormente había comandado el 11.º Ejército de la Guardia.
La participación del 3.er Ejército de Choque en la renovada ofensiva comenzó con una profunda reorganización. A principios de noviembre, las Divisiones 178.ª, 185.ª y 357.ª habían sido reemplazadas por las 115.ª, 146.ª y 326.ª Divisiones de Fusileros y la 18.ª División de Fusileros de la Guardia. También recibió las Brigadas 34.ª de la Guardia y 118.ª de Tanques. Poco después del inicio de la ofensiva el 2 de noviembre, el nuevo comandante del 2.º Frente Báltico, el general de ejército Markián Popov, reforzó el ejército con las 119.ª División de la Guardia y las 219.ª y 245.ª Divisiones de Fusileros.
Pronto quedó claro que al 3.º Choque se le había asignado el esfuerzo principal en la renovada ofensiva. Küchler transfirió seis batallones de infantería del 18.º Ejército para cubrir la nueva retaguardia del 16.º Ejército, ya que sus fuerzas más meridionales estaban siendo envueltas por tres lados. La fuerza soviética se adentró en la retaguardia alemana hacia su objetivo, la ciudad de Pustoshka en la línea ferroviaria Velikíye Luki-Riga. Para el 7 de noviembre, los elementos de vanguardia del 3.º Ejército de Choque habían penetrado más de 30 km de profundidad en un frente de 40 km. A mediados de mes, la 119.ª División de Guardias, flanqueada por la 146.ª División y apoyada por la 118.º División de Tanques, había tomado Podbereze y amenazaba directamente con cortar la línea ferroviaria Novosokolniki-Pustoshka. Casi al mismo tiempo, el 6.º Ejército de la Guardia pasó al ataque en el lado este del saliente de Nével-Novosokolniki para unirse al 3.er Choque y aislar y destruir conjuntamente al XXXXIII Cuerpo de Ejército. Esto apenas avanzó, y el 6.º de la Guardia volvió a la defensiva el 15 de noviembre. Aproximadamente una semana después, el 3.º Choque realizó varios intentos inútiles de romper las defensas alemanas al este de Pustoshka, pero solo logró avances mínimos, y el 21 de noviembre el general Popov ordenó a todo su frente pasar a la defensiva.
El Segundo Frente Báltico planeó una nueva ofensiva para despejar el saliente a principios de enero de 1944. Sin embargo, esta fue anticipada a partir del 29 de diciembre, cuando el general Küchler inició una retirada gradual que se prolongó durante seis días. Esto tomó por sorpresa a los soviéticos, y aunque el 3.º de Choque y el 6.º de Guardias organizaron apresuradamente una persecución, esto no hizo más que hostigar a los alemanes en retirada.
El 11.º Cuerpo de Guardias, al igual que el 6.º Ejército de Guardias, se había asignado inicialmente al sector del saliente del 2.º Frente Báltico, pero a partir de mediados de noviembre fue reasignado al 1.º Báltico, ya que la prioridad de la STAVKA pasó a ser el avance sobre Gorodok y luego sobre Vítebsk. A pesar de un deshielo prematuro que hizo el terreno prácticamente intransitable para los vehículos el 16 de noviembre, el 5.º Cuerpo de Tanques y el 3.º Cuerpo de Caballería de la Guardia, respaldados por divisiones de fusileros del 4.º Ejército de Choque, iniciaron un ataque el 16 de noviembre que destrozó las defensas de la 113.ª División del 3.º Ejército Panzer y, para el 18 de noviembre, se encontraban a 5 km de la carretera principal de Gorodok a Nével. A las 23:00 horas de esa tarde, tres tanques de la 5.ª Brigada de Fusileros Motorizados con infantería montada penetraron en Gorodok desde el suroeste y, según se informa, destruyeron 25 vehículos alemanes y dos tanques. Sin embargo, este destacamento de vanguardia no pudo recibir apoyo y fue aniquilado por elementos del 20.º Regimiento Panzer a las 03:00 horas del 19 de noviembre. Durante la semana siguiente, se libraron intensos combates al oeste de Gorodok, mientras las tropas móviles soviéticas maniobraban y atacaban repetidamente para tomar la ciudad. En respuesta, el mando alemán retiró lo que quedaba del 20.º Regimiento Panzer y parte de la 129.ª División de Infantería de sus posiciones de contraataque al sur de Nével.

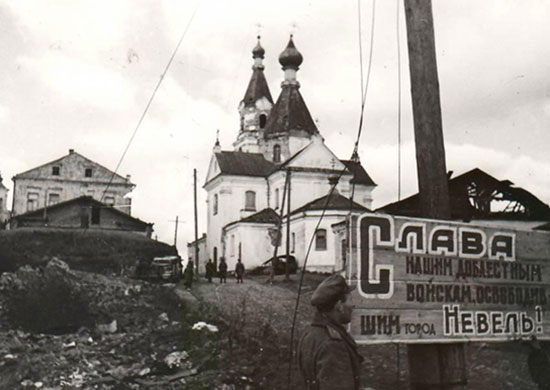
Liberación de Nével por parte de las tropas soviéticas, diciembre de 1943.

El 13 de diciembre, el 11.º Ejército de la Guardia atacó el extremo norte del flanco del 3.º Ejército Panzer desde tres flancos y en dos días casi había rodeado por completo dos divisiones alemanas en bolsas separadas. Reinhardt solicitó permiso para recuperar el frente, pero se le denegó, ya que Hitler seguía decidido a cerrar la brecha. Un día después, la división norte fue rodeada y Reinhardt no tuvo más remedio que ordenar una ruptura, que tuvo lugar el 16 de diciembre, con el coste de 2,000 de sus 7,000 soldados y toda su artillería, armamento pesado y vehículos. Ese mismo día, Hitler reconoció la imposibilidad de sellar el saliente, dando por concluida esta fase de la batalla.

## Consecuencias
Una cuidadosa preparación de dos meses dio como resultado que el objetivo principal de la operación se completara en un día. El mando soviético logró ocultar los preparativos a gran escala de la operación, lo que le permitió lograr la sorpresa y, en última instancia, condujo al éxito.

Con la pérdida de Nével, la Wehrmacht perdió un importante cruce de carreteras, lo que interrumpió fundamentalmente todo su sistema de comunicaciones en esta sección del frente y dificultó las maniobras de las reservas. Posteriormente, la brecha en la defensa alemana creada por la penetración de las tropas soviéticas causó mucha preocupación al mando alemán. Hitler exigió repetidamente que se eliminara la brecha, pero todos los intentos de ejecutar su orden fracasaron. K. Tippelskirch escribió:
"Esta brecha se convirtió en una herida sangrante en la unión de ambos grupos de ejércitos."
A raíz de los resultados de la operación, por orden de Stalin del 7 de octubre de 1943 No. 30, las unidades y formaciones que se distinguieron durante la liberación de la ciudad de Nével recibieron el título honorífico de “Névelskie”.

## Orden de batalla

### Ejército Rojo
- Frente de Kalinin [después del 20 de octubre, Primer Frente Báltico ] (General del Ejército Andréi Yeriómenko)
  - 3.º Ejército de Choque (Teniente General Kuzmá Galitski)
    - 21.ª División de Fusileros de la Guardia
    - 46.ª División de Fusileros de la Guardia
    - 28.ª División de Fusileros
    - 178.ª División de Fusileros
    - 185.ª División de Fusileros
    - 357.ª División de Fusileros
    - 23.ª, 31.ª y 100.ª Brigadas de Fusileros
    - 5.ª, 118.ª Regiones Fortificadas
    - 78.ª Brigada de Tanques

  - 4.º Ejército de Choque (Mayor General Vasili Shvetsov) [desde el 16 de octubre, Teniente General]
    - 2.º Cuerpo de Fusileros de la Guardia (Mayor General Afanasi Beloborodov)
      - 16.ª División de Fusileros
      - 117.ª División de Fusileros
      - 360.ª División de Fusileros

    - 83.º Cuerpo de Fusileros (Mayor general Anatoli Diakonov)
      - 47.ª División de Fusileros
      - 234.ª División de Fusileros
      - 235.ª División de Fusileros
      - 381.ª División de Fusileros

    - 42.º Cuerpo de Fusileros (Mayor General Konstantín Kolganov)
      - 332.ª División de Fusileros
      - 358.ª División de Fusileros
      - 101.ª Brigada de Fusileros

    - 334.ª División de Fusileros
    - 145.ª Brigada de Fusileros
    - 155.ª Región Fortificada
    - 171.º Batallón de Tanques

### Heer
- Grupo de Ejércitos Norte (Generalfeldmarschall Georg von Küchler)
  - 16.º Ejército (Mariscal de Campo Ernst Busch el 1 de octubre; General Christian Hansen desde el 11 de octubre)
    - XXXXIII Cuerpo de Ejército (Teniente General Karl von Oven)
      - 205.ª División de Infantería
      - 83.ª División de Infantería
      - 263.ª División de Infantería
- Grupo de Ejércitos Centro (Mariscal de Campo Günther von Kluge el 1 de octubre; Mariscal de Campo Ernst Busch desde el 29 de octubre)
  - 3.º Ejército Panzer (Coronel General Georg-Hans Reinhardt)
    - II Cuerpo de Campaña de la Luftwaffe (Gen. der Flieger Alfred Schlemm)
      - 2.ª División de Campaña de la Luftwaffe
      - 6.ª División de Campaña de la Luftwaffe
      - 3.ª División de Campaña de la Luftwaffe
      - 4.ª División de Campo de la Luftwaffe

## Bajas

### Alemania
Durante los combates, las tropas alemanas perdieron más de 7,400 hombres, 8 tanques, 236 cañones, 215 morteros y más de 600 vehículos. La 2.ª División Aérea de la Luftwaffe sufrió pérdidas tan graves que fue disuelta.

### Unión Soviética
Las pérdidas del 3.º Ejército de Choque ascendieron a casi 2 mil personas, de las cuales unas 500 fueron irrecuperables. En la 78.ª Brigada de Tanques, de 54 tanques, solo se perdieron siete.